# Griekse wimpelstaart
De Griekse wimpelstaart of sierlijke wimpelstaart (Nemoptera coa) is een netvleugelig insect uit de familie Nemopteridae. 
De wetenschappelijke naam van de soort werd als Panorpa coa in 1758 gepubliceerd door Carl Linnaeus in de tiende editie van Systema naturae.